# أنتوني س. لوند
أنتوني س. لوند (بالإنجليزية: Anthony C. Lund) هو موزع أمريكي، ولد في 25 فبراير 1871 في أفرايم في الولايات المتحدة، وتوفي في 11 يونيو 1935 في سولت ليك في الولايات المتحدة.